# Giovanni Giacomo Millo
Giovanni Giacomo Millo (Casale Monferrato, 16 giugno 1695 – Roma, 16 novembre 1757) è stato un cardinale italiano.

## Biografia
Nacque a Casale Monferrato il 16 giugno 1695.
Venne creato cardinale da papa Benedetto XIV nel concistoro del 26 novembre 1753.
Dal 16 dicembre 1756 fino alla sua morte fu prefetto della Congregazione del concilio.

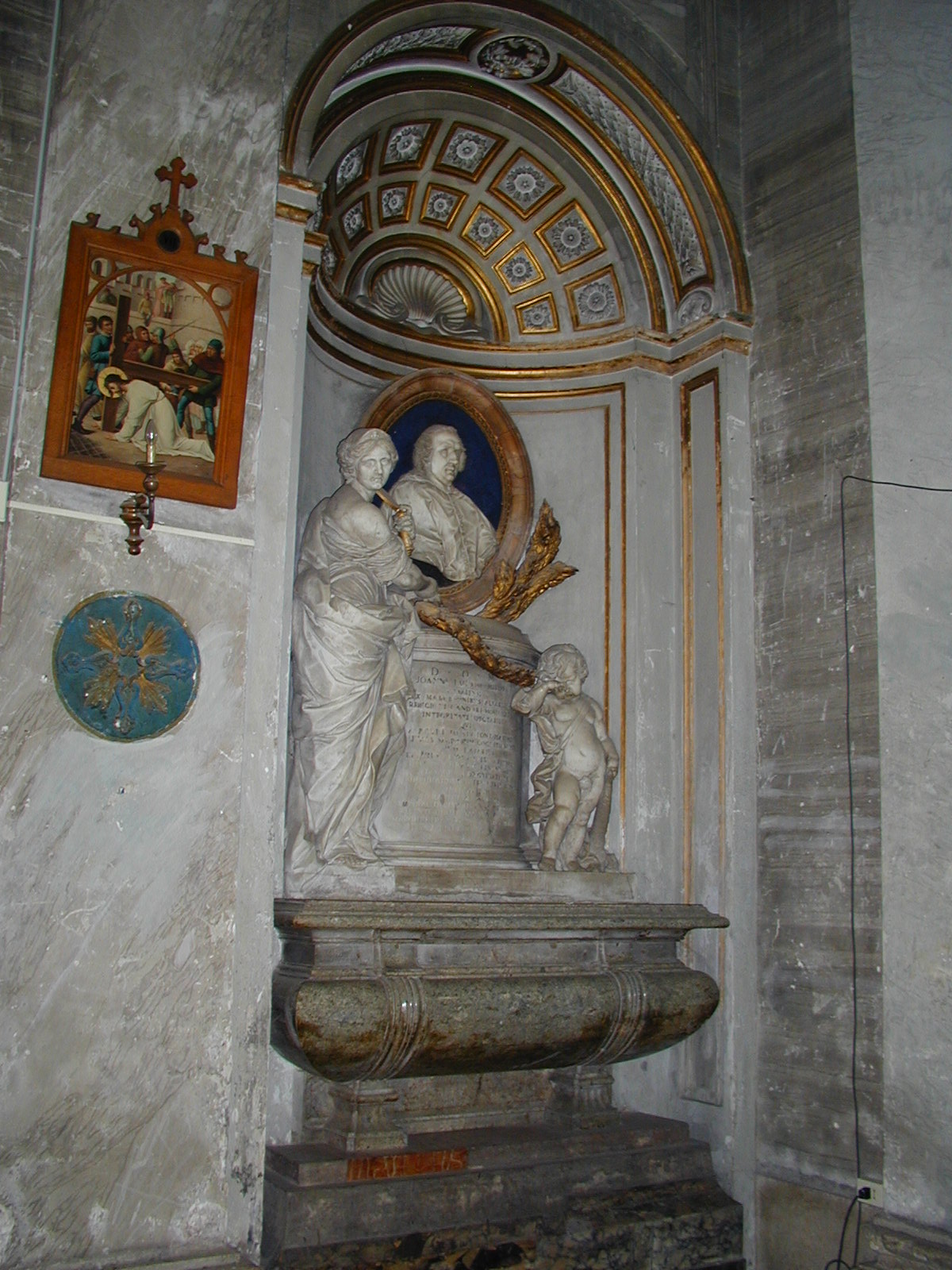
Monumento funebre del Cardinale Giovanni Giacomo Millo, chiesa di San Crisogno, Roma

Morì il 16 novembre 1757.